# Altstadt Schongau

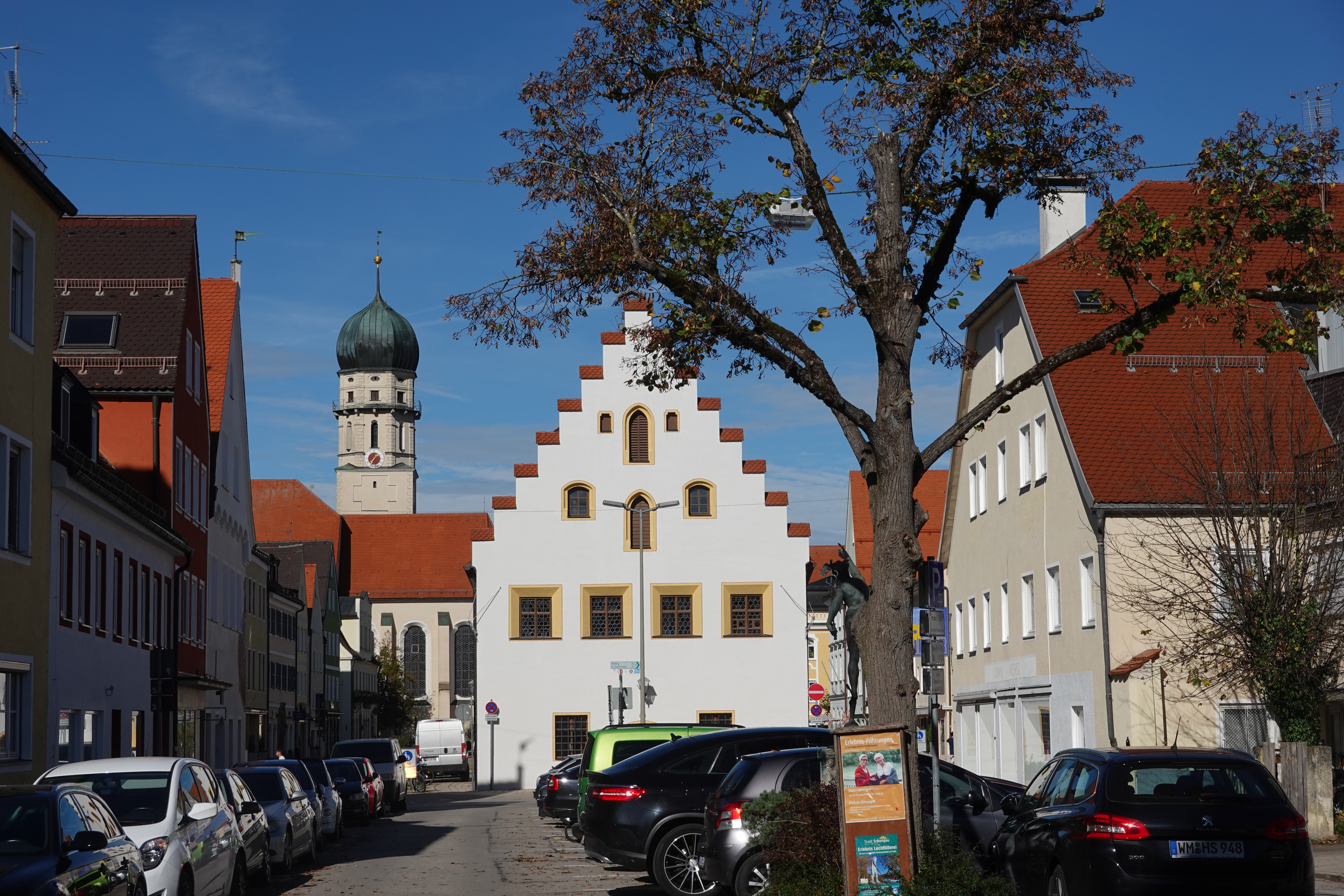
Altstadt Schongau

Die Altstadt in Schongau umfasst den historischen Stadtkern der oberbayerischen Stadt Schongau. Die Altstadt ist auf Basis des Denkmalschutzgesetzes vom 1. Oktober 1973 ein Ensemble, die Aktennummer lautet E-1-90-148-1.

## Beschreibung

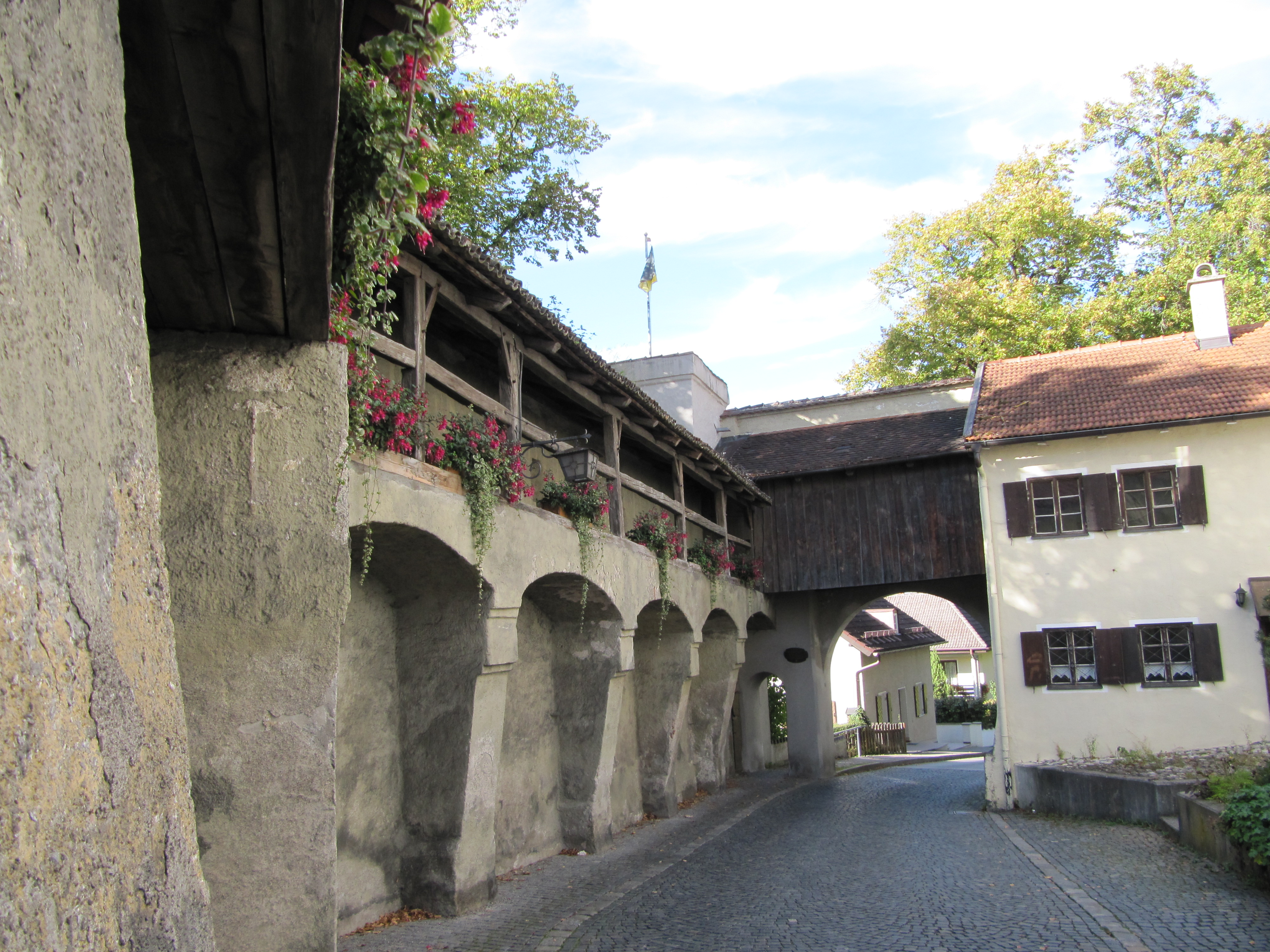
Stadtmauer mit Maxtor

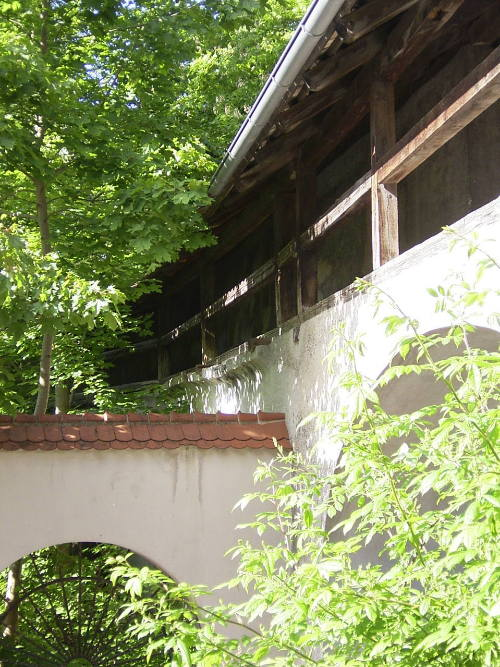
Die Stadtmauer von Schongau

Schongau ist eine planmäßige, nach 1225 angelegte staufische Stadt. Sie gelangte 1268 in den Besitz der bayerischen Herzöge. Die Auflassung der nahe gelegenen Siedlung Altenstadt war Anlass der Gründung. Der Markt wurde auf einen strategisch und verkehrsmäßig vorteilhafteren Höhenrücken oberhalb eines alten Lechüberganges verlegt. Drei Hauptstraßen-Achsen und den im rechten Winkel zugeordneten Nebenstraßen bildeten die Kernstadt des 13. Jahrhunderts. Der Ausbau der Stadt erfolgte stufenweise bis ins 14./15. Jahrhundert. Der ganze Nordteil der Stadt zwischen Bauerngasse, nördlicher Münzstraße und nördlicher Amtsgerichtsstraße und der kleinere Südteil um den Lindenplatz wurden folgerichtig angeschlossen. Später bezogen die Stadtherren noch die Burg und die Zollstätte nordwestlich beim Maxtor mit ein. Dies ist heute noch an einer Ausbuchtung des Stadtgrundrisses an dieser Stelle noch gut zu erkennen.
Die bayerischen Herzöge ließen Schongau, vor allem die gegen Schwaben und Augsburg gerichtete Westseite, stark befestigen. Die Befestigungsanlagen der Stadt sind weitgehend erhaltenen geblieben. Einfassenden Mauerzüge, eine Reihe von Türmen und zwei der fünf alten Tore erheben sich heute noch über den äußersten Rändern des Plateaus.
Der Schongauer Straßenmarkt erstreckt sich von Norden nach Süden über die längste Ausdehnung der Stadt hin. In seinem zentralen Teil befindet sich die Hauptachse der staufischen Kernstadt. Er bildet das Rückgrat des Stadtgrundrisses und diente nicht dem Durchgangsverkehr, sondern als Stellplatz für Wagen und Lagerplatz für Waren. Der Durchgangsverkehr verlief quer zum Straßenmarkt. Große Bedeutung hatte die Stadt als Warenumschlagplatz der Lechflößer und der Rottfuhrleute sowie für den Italienverkehr. Das wird vor allem durch das spätgotische Ballenhaus anschaulich. Das Ballenhaus erhebt sich freistehend in der Marktstraßen-Achse und ist ein stattliches Speicher- und Ratsgebäude.
Östlich und westlich zu diesem Hauptstraßenzug verlaufen die Karmeliter- und Amtsgerichtsstraße im Osten und die Christophstraße/Bauerngasse im Westen. Verbindungs- und Parallelgassen sind meist in einem gitterförmigen System zu diesen drei dominierenden Achsen angeordnet. Einige von ihnen wurden wahrscheinlich nach dem Stadtbrand von 1493 überbaut. Die Bebauung der Stadt ist überwiegend geschlossen, in der das Giebelhaus des angrenzenden schwäbischen Bereichs vorherrscht. Es handelt sich meist um zweigeschossige verputzte Bürger- und Kleinhäuser, auch Stadtbauernanwesen, aus dem 18. und früheren 19. Jahrhundert. Die Wohnhausbebauung weist Abstufungen an Höhe und Baumassen von der Marktstraße in Richtung auf die Nebenstraßen westlich und östlich davon auf. Diese Abstufung ist für das Stadtbild ebenso charakteristisch.
Die im Kern spätmittelalterliche Stadtpfarrkirche und die Anlage des ehemaligen Karmelitenklosters treten als dominierender barocker Akzent auf. Beide bereichern das im Wesentlichen mittelalterliche Fernbild der Stadt. Im Inneren der Stadt ist der mittelalterliche Grundcharakter durch den staufischen Grundriss bestimmt. Trotz starker Erneuerungen der Bausubstanz ist im Wesentlichen dieser Grundcharakter erhalten geblieben.